# Tecotosh
A Tecotosh Ed Carpenter 2005–2006-ban felállított, acélból és üvegből készült szobra az Amerikai Egyesült Államok Oregon államának Portland városában, a Portlandi Állami Egyetem campusán.
Az alkotás a 4. és College utcák sarkán, a mérnöki főiskola előtt található. Carpenter a készítéshez az acél mellett laminált dikroikus üveget és világítást is használt.

## Fordítás
- Ez a szócikk részben vagy egészben  a   Tecotosh című angol Wikipédia-szócikk ezen változatának fordításán alapul.  Az eredeti cikk szerkesztőit annak laptörténete sorolja fel. Ez a jelzés csupán a megfogalmazás eredetét és a szerzői jogokat jelzi, nem szolgál a cikkben szereplő információk forrásmegjelöléseként.